# Petra Ritter (Neurowissenschaftlerin)
Petra Ritter (* 1974, geb. Wobst, in Berlin) ist eine deutsche Neurowissenschaftlerin und Medizinerin, die sich auf die Simulation von Gehirnaktivitäten mit Hilfe der Computational Neuroscience an der Charité spezialisiert hat. Die hierbei entwickelten individuellen Gehirnmodelle dienen unter anderem auch zur Aufklärung und Behandlung von neurologischen Erkrankungen in Form von neuen Therapieansätzen.

## Leben
Ritter studierte Medizin an der Humboldt-Universität zu Berlin, wobei sie ihre Facharztausbildung an der University of California, Los Angeles (UCLA), der University of California, San Diego (UCSD), der Mount Sinai School of Medicine, New York, der Harvard Medical School, Boston und der Charité, Berlin absolvierte. Im Jahr 2002 erhielt sie ihre Approbation als Ärztin. Im Jahr 2004 schloss sie ihre Doktorarbeit an der Charité bei Arno Villringer ab. 2010 erhielt sie ihre Habilitation in Experimenteller Neurologie.
Von 2011 bis 2015 war sie unabhängige Leiterin (W2) einer Minerva-Forschungsgruppe am Max-Planck-Institut für Kognitions- und Neurowissenschaften, Leipzig. Von 2016 bis 2017 arbeitete sie als unabhängige Gruppenleiterin in der Neurologie der Charité – Universitätsmedizin Berlin. Seit 2017 ist sie zur BIH Johanna Quandt-Professorin für Gehirnsimulation auf Lebenszeit an der Klinik für Neurologie mit Experimenteller Neurologie, Charité – Universitätsmedizin Berlin ernannt worden. Ebenfalls seit 2017 ist sie die Direktorin der Sektion Gehirnsimulation (CCM) an der Klinik für Neurologie mit Experimenteller Neurologie, Charité – Universitätsmedizin Berlin.
Ritter leitet die EU Referenz Einrichtung Testing and Experimentation Facility for Health AI and Robotics, die mit 60 Millionen Euro von der EU und den EU-Mitgliedsstaaten gefördert wird. Sie ist zudem die Co-Gründerin von The Virtual Brain Cloud, ein mit 15 Millionen Euro gefördertes Projekt der European Open Science Cloud (EOSC), das zur Entwicklung einer virtuellen Forschungsumgebung / Health Data Cloud - EBRAINS in Form einer kollaborativen Forschungsplattform für sensible Gesundheitsdaten dienen soll.

## Forschungsschwerpunkte
Ritters Forschungsschwerpunkt liegt momentan im Bereich der Grundlagenforschung und deren praktischer Anwendung für neurochirurgische Therapieformen und neurologische Diagnostiken. Hierzu werden die gemessenen Multi-Level-Daten (fMRT, EEG, PET, Neurotransmitter) der untersuchten Probanden mit Hilfe von mathematischen Modellen in einer Computersimulation dargestellt, um hieraus Rückschlüsse auf die komplexen Prozesse in den Gehirnaktivitäten und ihren Dysfunktionen ziehen zu können.
In diesem Zusammenhang werden zum Beispiel „funktionelle Schaltkreise“ als „Plug-in“ in den aus den empirischen Daten ermittelten, individuellen Gehirnmodellen „eingebaut“, um die Funktion des Arbeitsgedächtnisses oder den Prozess der Entscheidungsfindung im Gehirn besser zu verstehen.
Mit Hilfe der so entwickelten Computersimulation von Bereichen des menschlichen Gehirns lassen sich bessere Prognosen für neurochirurgische Eingriffe zum Beispiel bei Epilepsie-Erkrankungen, Genesung bei Hirnschädigungen zum Beispiel durch Schlaganfall oder Tumor oder Vorbeugungs-/Therapiemöglichkeiten bei Demenz-Erkrankten gewinnen.

## Veröffentlichungen (Auswahl)
- Russell A. Poldrack, Petra Ritter et al. (11 Sep 2023). The Past, Present, and Future of the Brain Imaging Data Structure (BIDS). arXiv. doi:10.48550/arXiv.2309.05768
- Patrik Bey, Petra Ritter et al. (29 Aug 2023). Lesion aware automated processing pipeline for multimodal neuroimaging stroke data and The Virtual Brain (TVB). bioRxiv. doi:10.1101/2023.08.28.555078
- Michael Schirner, Gustavo Deco, Petra Ritter. (23 May 2023).Learning how network structure shapes decision-making for bio-inspired computing, nature communications. doi:10.1038/s41467-023-38626-y
- Anita Monteverdi, Petra Ritter et al. (28 Jul 2023). Virtual brain simulations reveal network-specific parameters in neurodegenerative dementias. Frontiers in Aging Neuroscience. DOI:10.3389/fnagi.2023.1204134
- Michael Schirner und Petra Ritter. (1 Jan 2023). Integrating EEG–fMRI Through Brain Simulation. Springer Link. doi:10.1007/978-3-031-07121-8_30.
- Jil M. Meier, Petra Ritter et al. (Jan 2023). Virtual deep brain stimulation: Multiscale co-simulation of a spiking basal ganglia model and a whole-brain mean-field model with The Virtual Brain. ScienceDirect. doi:10.1016/j.expneurol.2022.114111
- Paul Triebkorn, Petra Ritter et al. (15 May 2022). Brain simulation augments machine-learning-based classification of dementia, Alzheimer´s Association. doi:10.1002/trc2.12303
- Michael Schirner, Petra Ritter et al. (1 May 2022). Brain simulation as a cloud service: The Virtual Brain on EBRAINS. ScienceDirect. doi:10.1016/j.neuroimage.2022.118973
- Leon Stefanovski, Petra Ritter et al. (1 Apr 2021). Bridging scales in Alzheimer's disease: Biological framework for brain simulation with The Virtual Brain. Frontiers in  Neuroinformatics. DOI:10.3389/fninf.2021.630172
- Sabrina Chettouf, Petra Ritter et al. (16 Feb 2021). Effect of aging-related network changes on unimanual sensorimotor learning – a simultaneous EEG-fMRI study, bioRxiv. doi:10.1101/2021.02.15.431203
- Hannelore Aerts, Petra Ritter et al. (Jun 2020). Modeling brain dynamics after tumor resection using The Virtual Brain. ScienceDirect. doi:10.1101/752931
- Michael Schirner, Petra Ritter et al. (8 Jan 2018). Inferring multi-scale neural mechanisms with brain network modelling, eLife. DOI:10.7554/eLife.28927
- Jan Born, Petra Ritter et al. (26 Feb 2015). State-dependencies of learning across brain scales, Frontiers in  Neuroinformatics. DOI:10.3389/fncom.2015.00001
- Michael Schirner, Petra Ritter et al. (23 Apr 2013). The virtual brain integrates computational modeling and multimodal neuroimaging, liebertpub. doi:10.1089/brain.2012.0120
- Moosmann, M., Ritter, P., Krastel, I., Brink, A., Thees, S., Blankenburg, F., ... & Villringer, A. (2003): Correlates of alpha rhythm in functional magnetic resonance imaging and near infrared spectroscopy. Neuroimage, 20(1), 145–158.